# Eduardo Luiz (futebolista)
Eduardo Luiz Dallagnol (Toledo, 31 de janeiro de 1983), ou apenas Eduardo Luiz, é um ex-futebolista brasileiro. Atualmente, auxiliar técnico do Oeste Brasil.

## Títulos
Ituano
- Campeonato Paulista: 2002
- Copa Paulista: 2002
- Campeonato Brasileiro - Série C: 2003[1]

Oeste
- Campeonato Brasileiro - Série C: 2012[2][1]

São Caetano
- Campeonato Paulista - Série A2: 2017[1]

Toledo
- Primeira Taça do Campeonato Paranaense: 2019[1]